# Long Beach (Waszyngton)
Long Beach – miasto w Stanach Zjednoczonych, w stanie Waszyngton, w hrabstwie Pacific.